# Сан-Северино-Лукано
Сан-Северино-Лукано (итал. San Severino Lucano) — коммуна в Италии, расположена в регионе Базиликата, подчиняется административному центру Потенца.
Население составляет 1920 человек, плотность населения составляет 31 чел./км². Занимает площадь 61 км². Почтовый индекс — 85030. Телефонный код — 0973.
Покровителем коммуны почитается святой Викентий, празднование во второе воскресение июля.